# Stazione di Villanova di Reggiolo
La stazione di Villanova di Reggiolo è una fermata ferroviaria posta sulla linea Verona-Modena. Serve il centro abitato di Villanova, frazione del comune di Reggiolo.

## Storia
La fermata di Villanova di Reggiolo venne attivata nel 1935.

## Movimento
La fermata è servita dai treni regionali in servizio sulla relazione Mantova-Modena, cadenzati a frequenza oraria ed eserciti da Trenitalia Tper nell'ambito del contratto di servizio con la regione Emilia-Romagna.
A novembre 2019, la stazione risultava frequentata da un traffico giornaliero medio di circa 242 persone (111 saliti + 131 discesi).

## Servizi
La stazione è classificata da RFI nella categoria bronze.